# Det grusomme udefra
Det grusomme udefra (originaltitel The Thing) er en science fiction- / horror-film fra 1982, instrueret af John Carpenter, ud fra en historie af John W. Campbell Jr. Campbells oprindelige historie udkom i 1948, som en novelle med titlen Who Goes There?, og blev i 1951 filmatiseret af instruktøren Christian Nyby. Her var filmtitlen The Thing from Another World. 
Handlingen i Det grusomme udefra udspiller sig i Antarktis, hvor en amerikansk forskningsstation terroriseres af en alien, der kan imitere forskellige levende væsener.
Instruktøren John Carpenter kendes fra en lang række primitive gyserfilm og thrillers, hvoraf mange i dag har opnået kult-status. The Thing huskes bl.a. for sine, set med datidens øjne, fantastiske special-effekter. Kurt Russell spiller hovedrollen som helikopterpiloten R.J. MacReady. Russell fik sit internationale gennembrud i John Carpenter-filmen Escape From New York (Flugtaktion New York) fra 1981. Kurt Russell og John Carpenter har gennem tiden arbejdet sammen flere gange. Til dato er det blevet til fem spillefilm: Elvis (1979), Escape From New York (1981), The Thing (1982), Big Trouble in Little China (1986) og Escape From L.A. (1996).

## Medvirkende
- Kurt Russell ...     R.J. MacReady
- Wilford Brimley ...  Dr. Blair
- T.K. Carter ...      Nauls
- David Clennon ...    Palmer
- Keith David ...      Childs
- Richard Dysart ...   Dr. Copper
- Charles Hallahan ... Vance Norris
- Peter Maloney ...    George Bennings
- Richard Masur ...    Clark
- Donald Moffat ...    Garry
- Joel Polis ...       Fuchs